# Francesco Furini

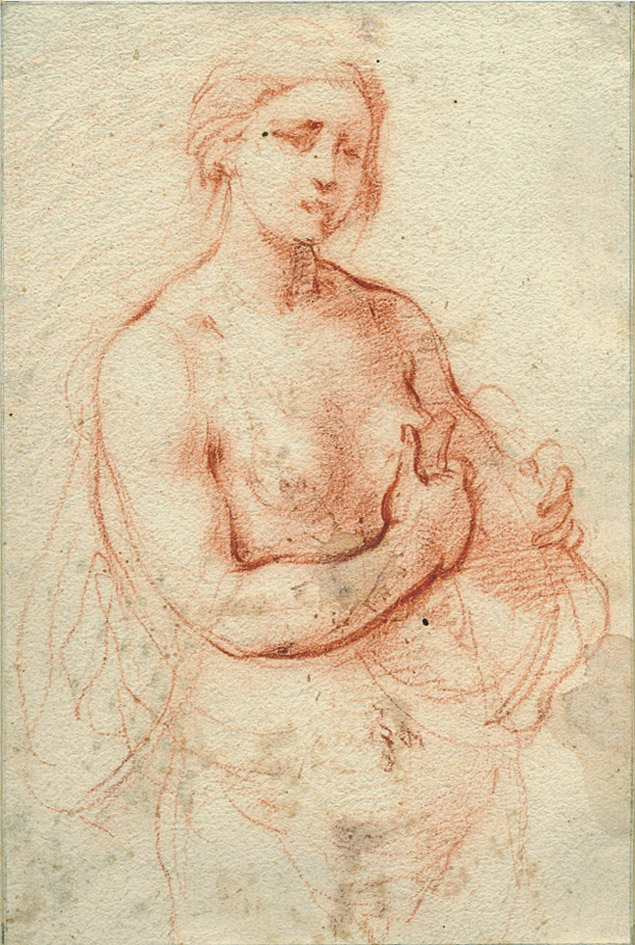
Francesco Furini, Studie ženy, červená křída na bílém papíře, kolem r. 1640, soukromá sbírka

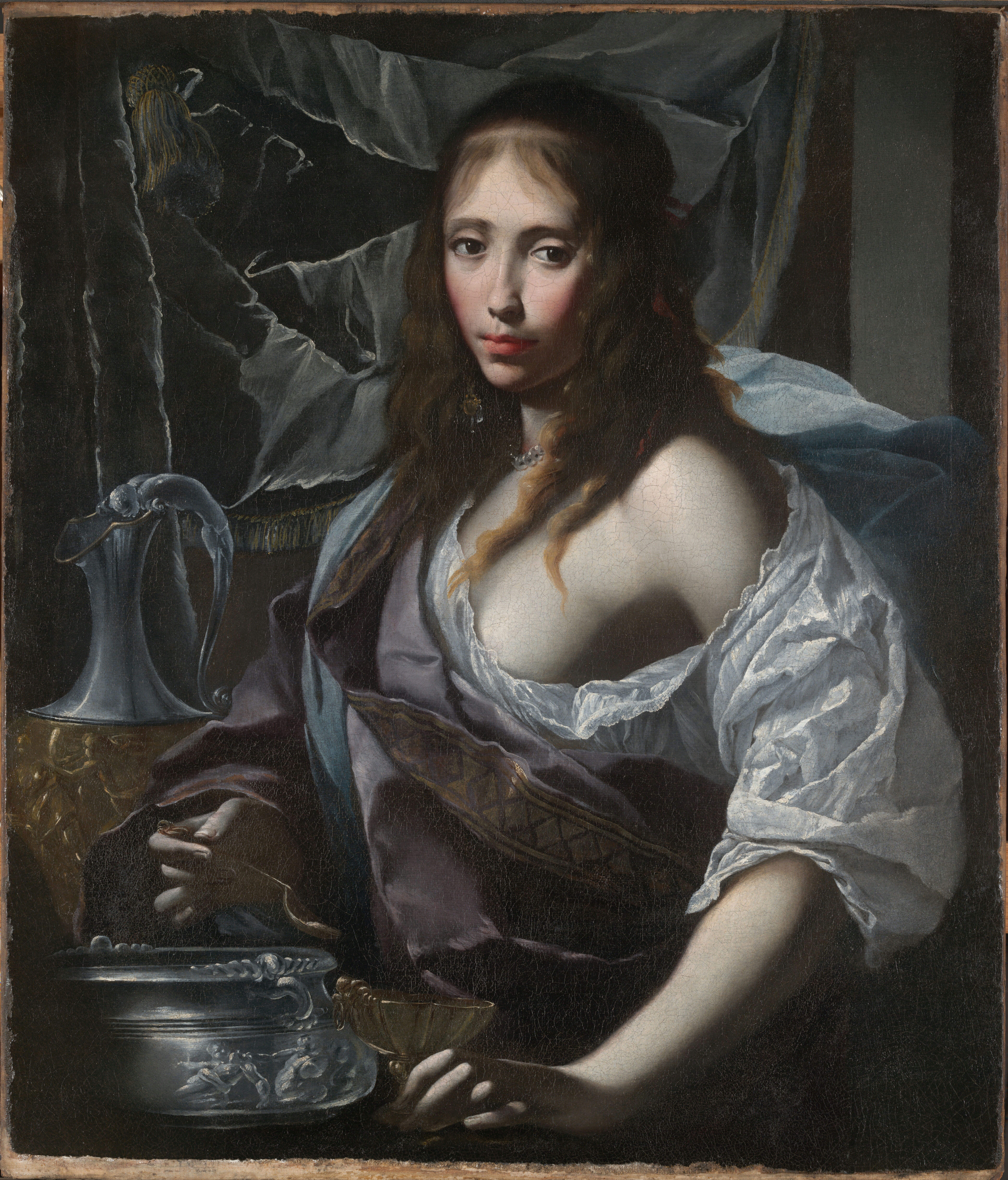
Artemisia pije popel svého manžela (kolem r. 1630, připisováno Furinimu)

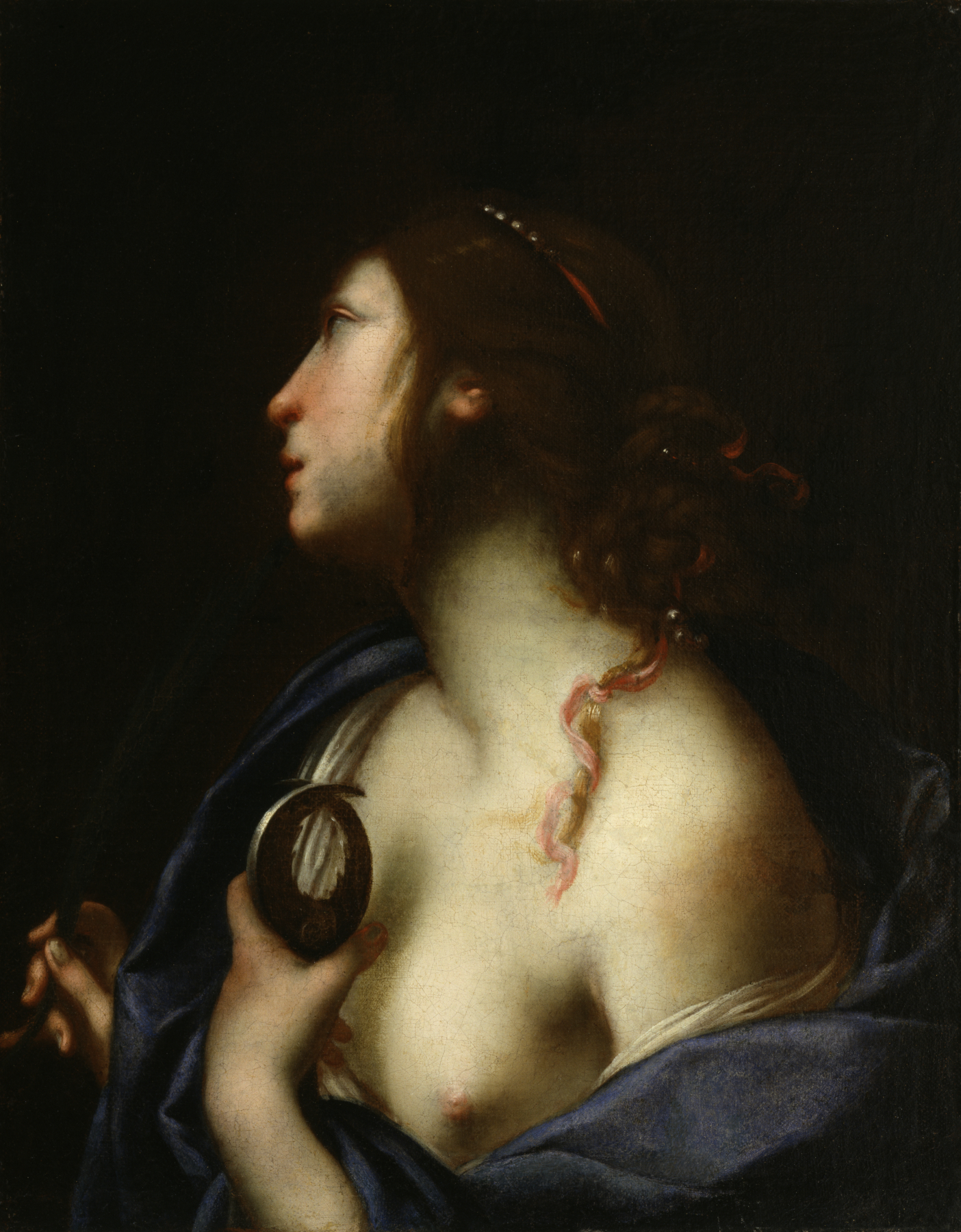
Sv. Agáta, Walters Art Museum, Baltimore, USA.

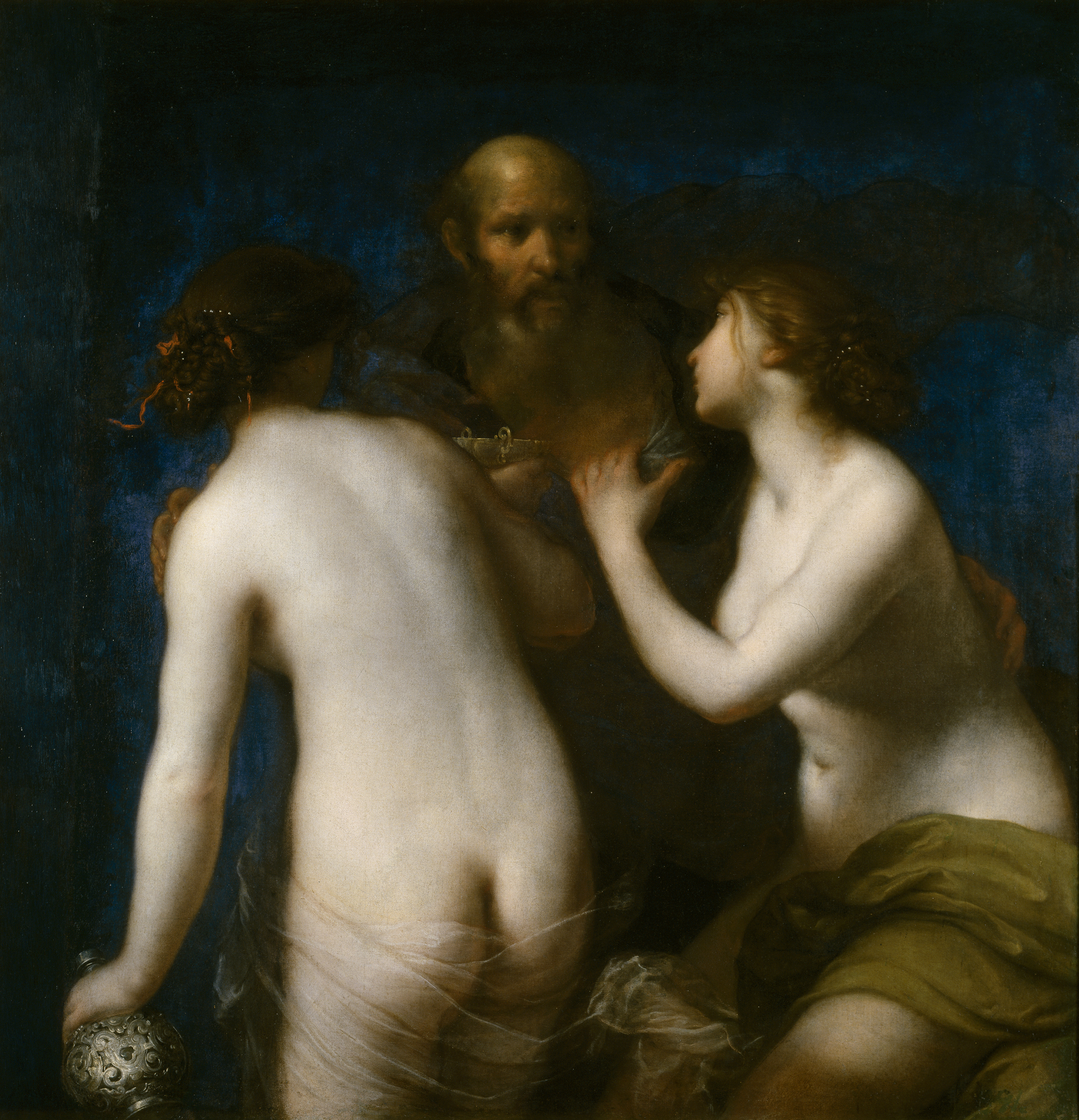
'Lot a jeho dcery (Museo del Prado, Madrid)

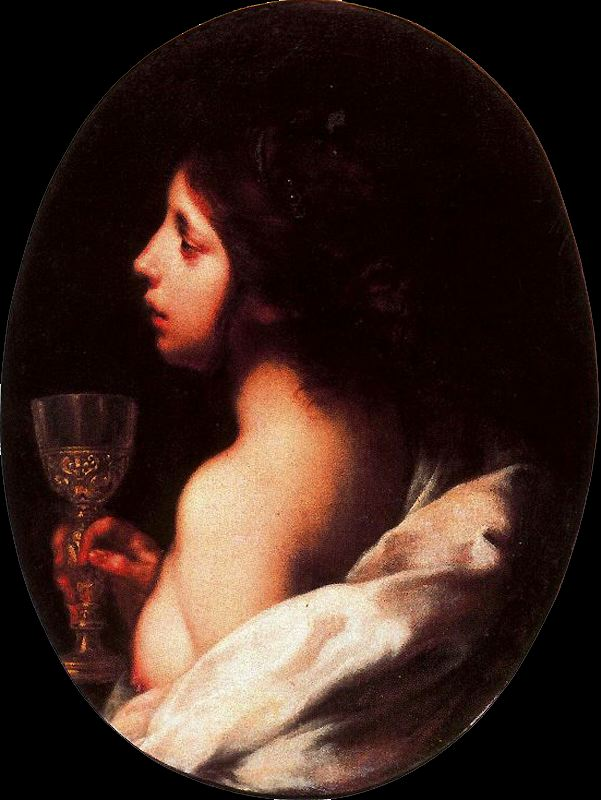
La Fe (Galería Palatina, palác Pitti, Florencie

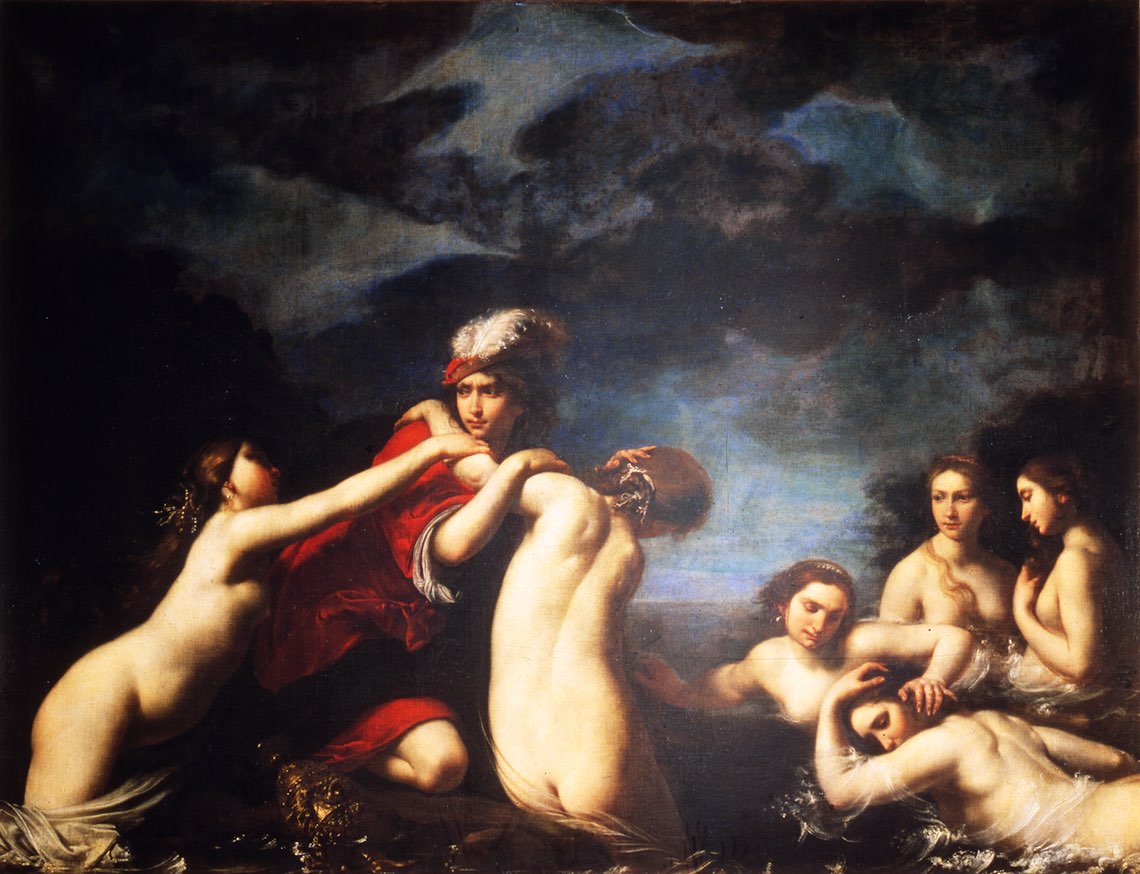
Hylás a nymfy, 1630, (Galería Palatina, palác Pitti, Florencie

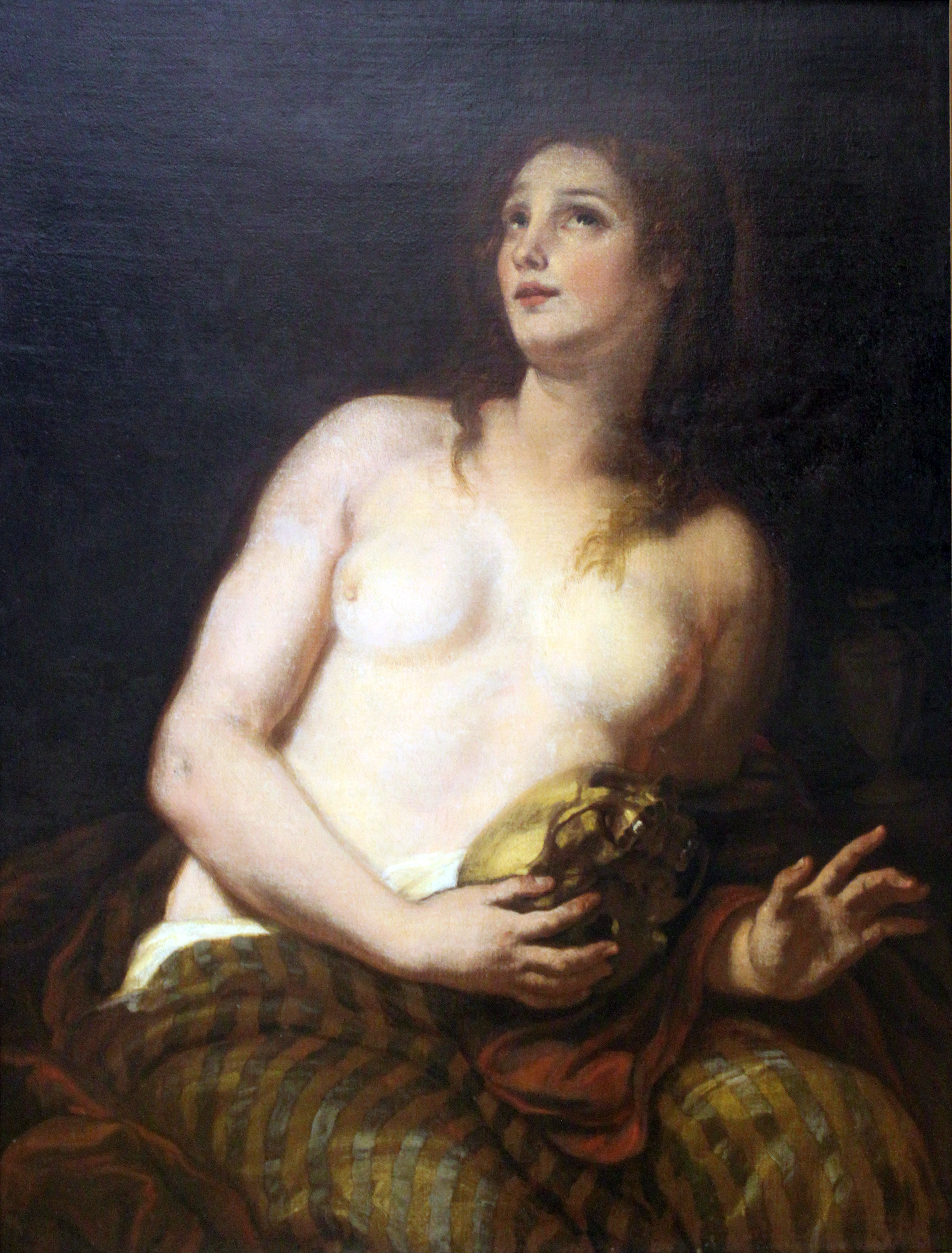
Kajícná Magdalena, 1641 (Jakaterynburskie Muzeum, Sztuki)

Francesco Furini (kolem r. 1600 nebo 1603 – 19. srpna 1646) byl italský barokní malíř z Florencie.

## Život
Furini studoval nejprve u Mattea Rosselliho, u něhož studovali i Lorenzo Lippi a Baldassare Franceschini. Byl prý ale ovlivněn též Domenicem Passignanim a Giovannim Bilivertim (Cantelli 1972). Přátelil se s Giovannim da San Giovannim.
Roku 1619 odcestoval Furini do Říma a tam se inspiroval u Caravaggia a jeho žáků. Mezi Furiniho žáky byli Simone Pignoni (1611–98) a Giovanni Battista Galestruzzi. Ve čtyřiceti se stal knězem obce Sant'Ansano v Mugellu.
Furiniho dílo konfrontovalo florentský manýrismus s tehdy novým barokním stylem. Pracoval s biblickými a mytologickými tématy, často technikou Sfumato, vyvinutou Leonardem da Vinci, díky které jsou krajiny v olejomalbě zahaleny v oparu a bez ostrých hran. Po r. 1630, kdy se stal knězem, se jeho styl vyvíjel paralelně se stylem Guida Reniho.
Freedberg popisuje Furiniho styl jako vyplněný „morbidní smyslností“. Jeho častá zobrazení svlečených žen jsou v kontrastu s jeho nadměrnou náboženskou sentimentalitou. V rozporu jsou také jeho uhlazená stylizace a pózy zobrazovaných postav se záměrem zvýraznit vysoce citové stavy.
Jedním z jeho mistrovských děl, které ovšem nereprezentuje obvyklý styl jeho obrazů, jsou jeho fresky v paláci Pitti, kde Furini na objednávku Ferdinanda II. Medicejského v letech 1639–1642 vytvořil dvě velké lunety, které zobrazuji vilu Medicejských v Careggi a alegorii smrti Lorenza I. Medicejského Tyto fresky lze chápat jako reakci na dílo Pietra da Cortony, které mohl Furini v paláci Pitti v těchto letech při práci vidět. (Cantelli 1972)
V básnickém cyklu Roberta Browninga „Rozhovory s významnými osobami své doby“ („Parleyings with certain people of importance in their day“) formuluje básník vyjádření Furiniho, které má odporovat tvrzení Filippa Baldinucciho, že malíř na smrtelném loži nařídil, aby všechny jeho akty byly zničeny. Pro Browninga je odhalení Furiniho modelů symbolem pro odvážné hledání skryté pravdy. Moderní výzkumy ukázaly, že se Furini svých smyslných témat nevzdal ani po vstupu do kněžského stavu.
Furini byl znovu objeven začátkem 20. století Arturem Stanghellinim . Jeho řídce dokumentovaná kariéra byla načrtnuta Elenou Toesca a podnítila výstavu jeho kreseb v Uffizi v roce 1972.

## Dílo
- Kefalos a Aurora (před r. 1626, Museo de Arte, Ponce)[4]
- Hylás a nymfy (krátce před r. 1633, Galleria Furini, Florencie)
- Vyznání (1638, Palác Pitti)
- Svatý Jan Evangelista  ( po r. 1630, Musée des Beaux-Arts de Lyon)
- Zrození Ráchel (Alte Pinakothek, Mnichov)
- Judit a Holofernes (1636, Galleria Nazionale d'Arte Antica, Řím)
- Lot a jeho dcery (Museo del Prado, Madrid)
- Přikování Andromedy (Ermitáž, Petrohrad)
- Přikování Andromedy (Maďarská národní galerie , Budapešť)
- Ukřižování s anděly, sv. Bartolomějem, sv. Janem a Máří Magdalenou (San Bartolomeo, Todiano , městská část Preci)
- Kajícná Magdalena
- Fresky, sál, palác Pitti (doloženo 1639–42, Museo degli Argenti)
- Tři Grácie (Ermitáž, Petrohrad)
- Svatý Šebestián (Zámek Schleißheim)